# Прометеј (приповетка)
Прометеј је кратка прича Франца Кафке написана између 1917. и 1923. године, вероватно 1918. године. Прича представља четири верзије мита о Прометеју, које се тичу његове судбине након што је био окован за литицу због тога што је људима издао тајне богова. Није објављена за Кафкиног живота, први пут се појавила у делу „Beim Bau der Chinesischen Mauer“ (1931). Први енглески превод Виле и Едвина Мјура објавио је Мартин Секер у Лондону 1933. године. Појавила се у делу „The Great Wall of Chine. Stories and Reflections“ (Њујорк: Schocken Books, 1946).